# Schizomus modestus
Espèce
Synonymes
- Trithyreus modestus Hansen, 1905

Schizomus modestus est une espèce de schizomides de la famille des Hubbardiidae.

## Distribution
Cette espèce se rencontre en Papouasie-Nouvelle-Guinée et en Malaisie,.

## Description
La femelle holotype mesure 4,1 mm.

## Publication originale
- Hansen & Sørensen, 1905 : The Tartarides, a tribe of the order Pedipalpi. Arkiv för Zoologi, vol. 2, no 8, p. 1-78 (texte intégral).